# 金匠

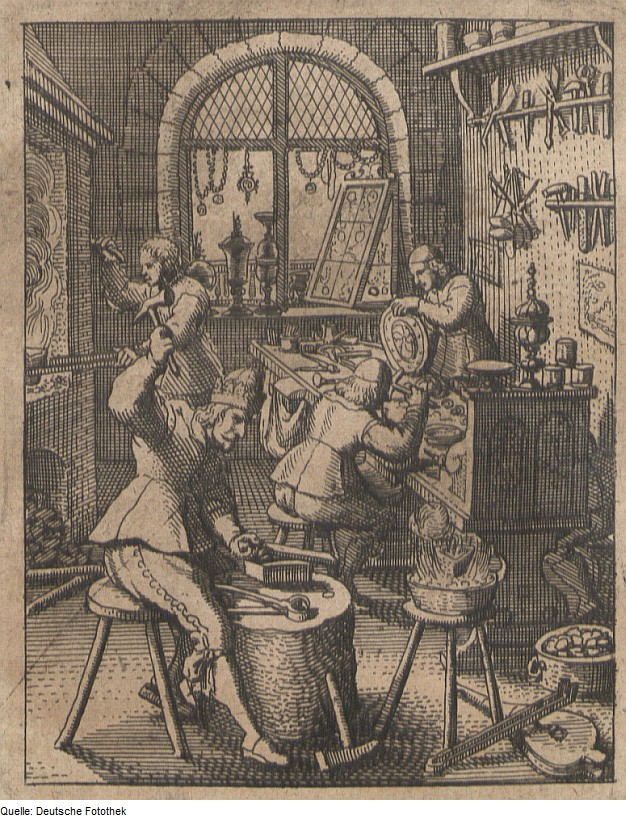
十七世紀的金匠工坊

金匠是從事黃金加工的人。黃金的加工包含硬焊、鍛造、拋光等，能進一步珠寶的製作。由於金較高的延展性，能輕易將其彎折成各種形狀。
印度的蘇那氏以身為傑出的金匠聞名，其作品曾於1851年在倫敦舉辦的萬國工業博覽會中展出。

## 知名金匠
- 洛倫佐·吉貝爾蒂
- 約翰尼斯·谷騰堡
- 本韋努托·切利尼
- 安德烈亞·卡涅蒂

## 外部鏈接
- 维基共享资源上的相關多媒體資源：金匠